# AlgaeBase
Az AlgaeBase globális fajadatbázis, benne tengeri és édesvízi algacsoportokról, cianobaktériumokról és tengerifüvekről szóló információval.

## Történet
1996 márciusában indult, Michael Guiry alapította.
2005-ben mintegy 65 000 nevet tartalmazott.
2013-ban a Flandriai Tengerészeti Intézettel (VLIZ) végfelhasználói licencszerződést kötöttek az AlgaeBase elektronikus szellemi tulajdonairól. Ez lehetővé tette a Tengeri Élőlények Világkatalógusa (WoRMS) számára algák taxonómiai nevének hozzáadását, lehetővé téve annak az Aphia adatbázis részeként a tengeri fajokról szóló leírásának teljesebbé tételét. Az AlgaeBase-adatok Aphiával és WoRMS-zel való szinkronizálása 2015 márciusáig kézzel történt, ennek  időigénye miatt a szinkronizálást részben automatikussá tevő alkalmazást írtak 2015-ben Michael Guiryvel és az AlgaeBase fő programozójával, Pier Kuipersszel együtt. Hosszú további fejlesztés és tesztelés után az AlgaeBase-kinyerőeszközt a WoRMS adatkezelő csapata 2019 elején vezette be. Ezóta az AlgaeBase-hez hozzáadott új fajok az Aphiához is hozzáadódnak, és ha tengeri, a WoRMS-höz is.

## Leírás
Az adatbázis székhelye az Írországi Nemzeti Egyetem galwayi Ryan Intézete. Minden algatípusról és az egyik zárvatermőről, a tengerifűről is tartalmaz információt. A fajok taxonómiájáról, nevezéktanáról és elterjedéséről szóló információkat tartalmaznak, és vannak szárazföldi, tengeri és édesvízi algák is benne, például hínárfélék, fitoplankton és édesvízi algák. A legtöbb faj tengeri, és szerepel a tengerifű, bár az zárvatermő, nem alga.
2014-ben mintegy 17 000 képe és napi 2000–3000 különböző látogatója volt.
2023-ban több mint 170 000 fajt és faj alatti taxont tartalmazott.

## Támogatás
Az adatgyűjteményt az Ír Kormány Oktatási Minisztériuma és a Felsőoktatási Intézmények Kutatási Programja (PRTLI) 2, 3 és 4, a Ryan Intézet, a Környezetváltozás Intézet, az Atlantic Philanthropies, és az Európai Unió támogatta.
Az AlgaeBase–Aphia szinkronizálást a LifeWatch Fajinformációs Gerinc tette lehetővé. A LifeWatch, az E-Science Európai  Biodiverzitás- és Ökoszisztéma-kutatási Infrastruktúra elosztott virtuális laboratórium a biodiverzitás különböző szempontjainak kutatására.
2022-ben fő szponzorai a Phycological Society of America, a British Phycological Society, a Nemzetközi Algológiai Társaság és a Koreai Algológiai Társaság voltak. A programozást Pier Kuipers, Caoilte Guiry és Michael Guiry végzik. Jonathan Guthrie a korábbi változatok javának programozásáért felelt.

## Fordítás
Ez a szócikk részben vagy egészben  az   AlgaeBase című angol Wikipédia-szócikk ezen változatának fordításán alapul.  Az eredeti cikk szerkesztőit annak laptörténete sorolja fel. Ez a jelzés csupán a megfogalmazás eredetét és a szerzői jogokat jelzi, nem szolgál a cikkben szereplő információk forrásmegjelöléseként.